# Ludwig Gumpel
Ludwig Gumpel (* 27. Juni 1860 in Bernburg (Saale); † 2. Juli 1935 in Karlsbad) war ein deutscher Kaufmann, der eine Privatbank in Bernburg gründete. Er war der Großvater väterlicherseits von Helmut Schmidt.

## Leben und Wirken
Ludwig Gumpel wurde in eine jüdische, alteingesessene Bernburger Tuchhändler-Familie geboren. Er war der Sohn von Jacob Gumpel (1815–1882) und dessen Ehefrau Fanny geb. Fleiß (1825–1888), die ein Textilhaus führten, das seit 1799 in Familienbesitz war. Zwischen 1884 und 1890 hielt er sich zwei- bis dreimal jährlich in Hamburg auf und ging dabei mit Friederike Wenzel (1867–1949), einer Kellnerin und Verkäuferin, eine Beziehung ein, aus der Gustav-Ludwig Schmidt (1888–1981) hervorging, der Vater des 1918 geborenen späteren Bundeskanzlers Helmut Schmidt.
Im Jahr 1900 gründete Ludwig Gumpel in Bernburg mit seinem Cousin Wilhelm Samson das Bankhaus Gumpel & Samson im Eckhaus Friedensallee/Mozartstraße. Er heiratete Hedwig Leyser, mit der er vier Kinder bekam. Bis zum Jahr 1935 leitete er mit seinem Sohn Max Gumpel die Bank, die sechs Angestellte beschäftigte. Infolge der Machtübergabe an die Nationalsozialisten wurde das Bankhaus „arisiert“, die Gumpels aus dem Geschäft verdrängt und enteignet. In den Räumen der ehemaligen Privatbank eröffnete 1936 eine Zweigstelle der Stadt- und Kreissparkasse Bernburg.
Er starb mit 75 Jahren in Karlsbad eines natürlichen Todes. Sein Grab liegt auf dem Jüdischen Friedhof am Rößeberg in Bernburg. Seine Witwe hielt sich zunächst versteckt. In der Nacht vom 25. zum 26. November 1942 nahm sie sich auf dem Grabmal ihres Ehemannes mit Gift das Leben. Sein Sohn Max Gumpel emigrierte im Februar 1937 nach England. Er wurde 1938 ausgebürgert, sein Vermögen beschlagnahmt. 1946 kam er als Offizier der britischen Armee nach Bernburg zurück, um die Bestattung seiner Mutter an der Seite ihres Mannes zu veranlassen.

## Gumpels außerehelicher Sohn Gustav-Ludwig Schmidt
In der Geburtsurkunde von Gustav-Ludwig Schmidt (1888–1981) ist der Name des Vaters nicht genannt. Das Kind wuchs bei Adoptiveltern auf, dem Hafenarbeiter Gustav Schmidt und dessen Frau Katharina. Laut Thomas Karlauf vertraute Schmidts Adoptiv-Mutter, Katharina Schmidt, dem Adoptiv-Sohn an, dass sein leiblicher Vater jüdisch sei. Gustav-Ludwig Schmidt gelang es, zum leiblichen Vater Ludwig Gumpel Kontakt aufzunehmen. Der Briefwechsel ist jedoch nicht mehr auffindbar. Spätestens ab 1933 war auch klar, dass man mit niemandem mehr darüber reden durfte. Einer allgemeinen Öffentlichkeit wurde Ludwig Gumpel als Großvater von Bundeskanzler Helmut Schmidt erst bekannt, nachdem der Historiker Gerrit Aust und die Bibliothekarin des Hamburger Instituts für die Geschichte der deutschen Juden Irmgard Stein 1994 eine Rekonstruktion dieses Teils der Familiengeschichte veröffentlichten. 2002 gab das Museum Schloss Bernburg eine Dokumentation der Spurensuche nach jüdischen Anverwandten von Helmut Schmidt heraus.